# Kaija Koo
Kaija Koo (właśc. Kaija Irmeli Kokkola, ur. 10 września 1962 w Helsinkach) – fińska piosenkarka, w latach 1980-83 wokalistka grupy rockowej Steel City, później solo, zaliczana do wykonawców popu i szlagierów. Jej album Tuulten viemää z roku 1993 jest w Finlandii siódmym w historii pod względem sprzedaży (175 000), a suma wszystkich jej sprzedanych płyt przekracza pół miliona.
Kaija Koo była trzykrotnie (częściej niż ktokolwiek inny), w latach 1993, 1997 i 2014, laureatką nagrody Emma dla najlepszej wokalistki

## Kariera
Kaija Koo zyskała popularność na początku lat osiemdziesiątych, jako wokalistka grupy rockowej Steel City. Śpiewała również jako wokal wspierający m.in. dla piosenkarza rockowego Maukka Perusjätkä i popowego Frederika w eliminacjach do Eurowizji 1981. Piosenka "Titanic", z którą Frederik startował w tym konkursie, jest jego największym hitem. W konkursie w roku 1984 była w zespole Kirki z piosenką Hengaillaan, a w 1985 Sonji Lumme z piosenką Eläköön Elämä.
Pierwszy album solowy Kun savukkeet on loppuneet wydała w roku 1986, producentem był Risto Asikainen. Singel Kaikki vanhat filmit z tego albumu stał się radiowym hitem. W tym samym czasie zmarł ojciec Kaiji, w związku z czym przerwała karierę na kilka lat.
Powróciła na scenę w roku 1993, z albumem Tuulten viemää, wydanym wspólnie z mężem Markku Impiö. Album utrzymał się na fińskiej liście przebojów przez 66 tygodni i uzyskał status trzykrotnej platynowej płyty. Jest w Finlandii siódmym w historii pod względem sprzedaży (175 000). Kaija otrzymała nagrodę Emma jako najlepsza wokalistka, Tuulten viemää jako najlepszy album roku, piosenka ”Kuka keksi rakkauden” jako najlepsza kompozycja, a Markku Impiö jako najlepszy producent.
Kolejne albumy Kaiji też dobrze się sprzedawały: Tuulikello (1995) ma status podwójnej platyny, Unihiekkamyrsky (1997) platyny. W roku 1997 Kaija Koo znów została nagrodzona jako najlepsza wokalistka. Tytuł złotej płyty uzyskały także późniejsze albumy Operaatio jalokivimeri (1998), Tinakenkätyttö (1999) i Mikään ei riitä (2002). Wydana w roku 2000 kompilacja 'Tuuleen piirretyt vuodet 1980–2000 uzyskała status platyny. W sumie płyty Kaiji sprzedały się ponad 500 000 razy.
W roku 2007 Kaija nagrała kolejną płytę, H-Hetki. Producentem był Markku Impiö. W 2009 brała udział w konkursie Iskelmä-Finlandia.
Wiosną 2010 Kaija zakończyła współpracę z firmą Bonnier Amigo Music Group i przeszła do Päijät-Hämeen Sorto ja Riisto (założonej przez zespół Apulanta i dziennikarkę Katję Ståhl). Nowy album Irti i singiel Vapaa opublikowano jesienią 2010. Vapaa szybko zostało hitem radiowym, a singiel przekroczył granicę platynowej płyty. Także cały album osiągnął ten status.
Współpraca z Sorto ja Riisto zakończyła się w maju 2011. Jesienią Kaija Koo wydała kompilację Kaunis rietas onnellinen – Parhaat 1980–2011, która zawierała również dwie nowe piosenki, i także osiągnęła status platyny. W tym samym czasie Kaja wzięła udział w konkursie Syksyn sävel z piosenką Kaunis rietas onnellinen.
Jesienią 2011 Kaija wzięła także udział w programie TV Kuorosota, prowadząc chów z Tuusula.
Jesienią 2012 Kaija uczestniczyła w programie Vain elämää telewizji Nelonen, w którym siedmioro piosenkarzy interpretuje piosenki innych uczestników. W kwietniu 2014 wydała album Kuka sen opettaa. Na gali Emma w roku 2015 została po raz trzeci nagrodzona jako najlepsza piosenkarka roku.
W maju 2016 wydała Siniset tikkaat, pierwszy singiel z płyty Sinun naisesi, która ukazała się jesienią.
Jesienią 2017 uczestniczyła w siódmej edycji programu Vain elämää, do której zaproszono artystów, którzy już wcześniej brali w nim udział.
W czerwcu 2018 wspólnie z Reino Nordinem wydała singiel Paa mut cooleriin. Pod koniec sierpnia wydała singiel Mun sydän. Na początku grudnia nagrała nową wersję piosenki Tule lähemmäs beibi, w której wystąpiły także Jenni Vartiainen, Vesala i Sanni.

## Życie prywatne
Jako dziecko cierpiała na fobię społeczną. Kiedy miała 24 lata, jej ojciec zginął w katastrofie lotniczej. Pod koniec roku 2016 zmarła jej matka.
Kaija Koo była mężatką, z mężem, producentem muzycznym Markku Impiö rozwiodła się w roku 2006, kontynuują jednak współpracę. Mają jednego syna.
We wrześniu 2016 zapowiedziała przerwę w koncertach do następnej wiosny ze względu na operację biodra w listopadzie.

## Dyskografia

### Albumy studyjne
| Tytuł                      | Dane                                                                                 | Pozycja na liście IFPI | Sprzedaż                        |
| -------------------------- | ------------------------------------------------------------------------------------ | ---------------------- | ------------------------------- |
| Kun savukkeet on loppuneet | Data: 1986 Wydawca: Hi-Hat Format: LP, kaseta, CD, digital                           | —                      | —                               |
| Tuulten viemää             | Data: 1993, 1994, 2012 Wydawca: Warner Music Finland Format: LP, kaseta, CD, digital | 1                      | 175 100 + (wielokrotna platyna) |
| Tuulikello                 | Data: 1995 Wydawca: Warner Music Finland Format: CD, digital                         | 1                      | 107 700 + (podwójna platyna)    |
| Unihiekkamyrsky            | Data: maj 1997 Wydawca: Warner Music Finland Format: CD, digital                     | 1                      | 52 700 + (platyna)              |
| Operaatio jalokivimeri     | Data: 1998 Wydawca: Warner Music Finland Format: CD, digital                         | 1                      | 37 900 + (złota płyta)          |
| Tinakenkätyttö             | Data: 1999 Wydawca: Universal Music Format: CD, digital                              | 5                      | 27 000 + (złota płyta)          |
| Mikään ei riitä            | Data: 29 kwietnia 2002 Wydawca: Universal Music Format: CD, digital                  | 2                      | 22 400 + (złota płyta)          |
| Viiden minuutin hiljaisuus | Data: 24 września 2004 Wydawca: Universal Music Format: CD, digital                  | 3                      | —                               |
| Joulukirkossa              | Data: 2005 Wydawca: Universal Music Format: CD, digital                              | —                      | —                               |
| H-Hetki                    | Data: 24 października 2007 Wydawca: Bonnier Amigo Music Finland Format: CD, digital  | 10                     | —                               |
| Irti                       | Data: 17 listopada 2010 Wydawca: Päijät-Hämeen Sorto Ja Riisto Format: CD, digital   | 2                      | 26 100 + (platyna)              |
| Kuka sen opettaa           | Data: 11 kwietnia 2014 Wydawca: Warner Music Finland Format: CD, digital             | 1                      | 18 600 + (złota płyta)          |
| Sinun naisesi              | Data: 4 listopada 2016 Wydawca: Warner Music Finland Format: CD, digital             | 2                      | (złota płyta)                   |

### Kompilacje
| Tytuł                                        | Dane                                                                       | Pozycja na liście IFPI | Sprzedaż                    |
| -------------------------------------------- | -------------------------------------------------------------------------- | ---------------------- | --------------------------- |
| Suomen parhaat                               | Data: 1994 Wydawca: Finnlevy Format: CD, digital                           | —                      | —                           |
| Tuuleen piirretyt vuodet 1980–2000           | Data: 2000 Wydawca: Warner Music Finland Format: 2×CD, digital             | 5                      | 40 700 + (platyna)          |
| Minä olen muistanut                          | Data: 2006 Wydawca: Universal Music Format: CD                             | —                      | —                           |
| Lauluja rakkaudesta                          | Data: 2007 Wydawca: Warner Music Finland Format: CD, digital               | —                      | —                           |
| Tähtisarja – 30 suosikkia                    | Data: 2010 Wydawca: Warner Music Finland Format: CD, digital               | 46                     | —                           |
| Kaunis rietas onnellinen – Parhaat 1980–2011 | Data: 28 września 2011 Wydawca: Warner Music Finland Format: 2×CD, digital | 2                      | 46 300 + (podwójna platyna) |
| Suomiklassikot 2                             | Data: 2011 Wydawca: Warner Music Finland Format: 2×CD                      | —                      | —                           |

### Single

#### 1980-1999
| Rok  | Tytuł                          | Pozycje na listach | Pozycje na listach | Pozycje na listach   | Pozycje na listach | Album                      |
| Rok  | Tytuł                          | Single             | Download           | 50 hitów wg rumba.fi | Radio              | Album                      |
| ---- | ------------------------------ | ------------------ | ------------------ | -------------------- | ------------------ | -------------------------- |
| 1983 | ”Muodikkaat kasvot”            | —                  | —                  | —                    | —                  |                            |
| 1984 | ”Velho”                        | —                  | —                  | —                    | —                  |                            |
| 1984 | ”Kolmen jälkeen aamulla”       | —                  | —                  | —                    | —                  |                            |
| 1985 | ”Tyhjyys”                      | —                  | —                  | —                    | —                  |                            |
| 1985 | ”Kaikki vanhat filmit”         | —                  | —                  | —                    | —                  | Kun savukkeet on loppuneet |
| 1986 | ”Kun savukkeet on loppuneet”   | —                  | —                  | —                    | —                  | Kun savukkeet on loppuneet |
| 1986 | ”Pelkään sua, pelkäät mua”     | —                  | —                  | —                    | —                  | Kun savukkeet on loppuneet |
| 1993 | ”Kuka keksi rakkauden”         | 18                 | —                  | 2                    | 1                  | Tuulten viemää             |
| 1993 | ”Hanat aukeaa”                 | —                  | —                  | 41                   | —                  | Tuulten viemää             |
| 1993 | ”Niin kaunis on hiljaisuus”    | —                  | —                  | 25                   | —                  | Tuulten viemää             |
| 1993 | ”Tule lähemmäs beibi”          | 6                  | —                  | 3                    | —                  | Tuulten viemää             |
| 1994 | ”Kylmä ilman sua”              | —                  | 20                 | 6                    | 7                  | Tuulten viemää             |
| 1995 | ”Menneen talven lumet” (promo) | —                  | —                  | 3                    | 3                  | Tuulikello                 |
| 1995 | ”Seuraavassa elämässä”         | 11                 | —                  | 2                    | 2                  | Tuulikello                 |
| 1995 | ”Taivas sisälläni”             | —                  | —                  | —                    | —                  | Tuulikello                 |
| 1995 | ”Viisi vuodenaikaa”            | —                  | —                  | —                    | —                  | Tuulikello                 |
| 1995 | ”Tuulikello”                   | —                  | —                  | 7                    | 2                  | Tuulikello                 |
| 1995 | ”Maailman tuulet vie”          | —                  | —                  | 12                   | —                  | Tuulikello                 |
| 1997 | ”Unihiekkamyrsky” (promo)      | —                  | —                  | 1                    | 1                  | Unihiekkamyrsky            |
| 1997 | ”Minä muistan sinut”           | —                  | —                  | 47                   | —                  | Unihiekkamyrsky            |
| 1998 | ”Minun tuulessani soi”         | —                  | —                  | 2                    | 2                  | Operaatio jalokivimeri     |
| 1998 | ”Päivät lentää”                | —                  | —                  | —                    | —                  | Operaatio jalokivimeri     |
| 1998 | ”Siipiveikko”                  | —                  | —                  | —                    | —                  | Operaatio jalokivimeri     |
| 1998 | ”Valomerkin aikaan”            | —                  | —                  | —                    | —                  | Operaatio jalokivimeri     |
| 1999 | ”Tinakenkätyttö”               | 10                 | —                  | 3                    | 2                  | Tinakenkätyttö             |
| 1999 | ”Isä”                          | —                  | —                  | 41                   | —                  | Tinakenkätyttö             |

#### 2000-2009
| Rok  | Tytuł                          | Pozycje na listach | Pozycje na listach | Pozycje na listach | Pozycje na listach | Album                              |
| Rok  | Tytuł                          | Single             | Download           | 50 hitów           | Radio              | Album                              |
| ---- | ------------------------------ | ------------------ | ------------------ | ------------------ | ------------------ | ---------------------------------- |
| 2000 | ”Ex-nainen”                    | —                  | —                  | —                  | —                  | Tinakenkätyttö                     |
| 2000 | ”Jos sua ei ois ollut” (promo) | —                  | —                  | 15                 | 7                  | Tuuleen piirretyt vuodet 1980–2000 |
| 2001 | ”Antaa olla”                   | —                  | —                  | —                  | —                  | Tuuleen piirretyt vuodet 1980–2000 |
| 2002 | ”Mikään ei riitä”              | 15                 | —                  | 5                  | 15                 | Mikään ei riitä                    |
| 2002 | ”Yhtä kaikki”                  | —                  | —                  | —                  | —                  | Mikään ei riitä                    |
| 2002 | ”Et voi satuttaa enää” (promo) | —                  | —                  | —                  | —                  | Mikään ei riitä                    |
| 2004 | ”Kylmät kyyneleet” (promo)     | —                  | —                  | —                  | 20                 | Viiden minuutin hiljaisuus         |
| 2004 | ”Aika jättää” (promo)          | —                  | —                  | 3                  | 3                  | Viiden minuutin hiljaisuus         |
| 2004 | ”Alan jo unohtaa” (promo)      | —                  | —                  | —                  | —                  | Viiden minuutin hiljaisuus         |
| 2005 | ”Huone kahdelle” (promo)       | —                  | —                  | —                  | —                  | Viiden minuutin hiljaisuus         |
| 2005 | ”Jouluyö, juhlayö” (promo)     | —                  | —                  | —                  | —                  | Joulukirkossa                      |
| 2006 | ”Minä olen muistanut” (promo)  | —                  | —                  | —                  | —                  | Minä olen muistanut                |
| 2007 | ”Mentävä on”                   | —                  | —                  | —                  | —                  | H-hetki                            |
| 2007 | ”Erottamattomat” (promo)       | —                  | —                  | 27                 | —                  | H-hetki                            |
| 2007 | ”Miltä se tuntuu?” (promo)     | —                  | —                  | —                  | —                  | H-hetki                            |
| 2008 | ”Minä uskon” (promo)           | —                  | —                  | —                  | —                  | H-hetki                            |

#### od 2010
| Rok  | Tytuł                                                                | Pozycje na listach | Pozycje na listach | Pozycje na listach | Pozycje na listach | Album                                        |
| Rok  | Tytuł                                                                | Single             | Download           | Stream             | Radio              | Album                                        |
| ---- | -------------------------------------------------------------------- | ------------------ | ------------------ | ------------------ | ------------------ | -------------------------------------------- |
| 2010 | ”Vapaa”                                                              | 1                  | 1                  | 11                 | 2                  | Irti                                         |
| 2010 | ”Rakkaus on voimaa” (promo)                                          | —                  | —                  | —                  | 22                 | Irti                                         |
| 2011 | ”Ja mä laulan” (promo)                                               | —                  | —                  | —                  | —                  | Irti                                         |
| 2011 | ”Vanhaa suolaa” (promo)                                              | —                  | —                  | —                  | —                  | Irti                                         |
| 2011 | ”Kaunis rietas onnellinen”                                           | 7                  | 5                  | 5                  | 7                  | Kaunis rietas onnellinen – Parhaat 1980–2011 |
| 2012 | ”Päivä kerrallaan” (promo)                                           | —                  | —                  | —                  | —                  | Kaunis rietas onnellinen – Parhaat 1980–2011 |
| 2014 | ”Kuka sen opettaa”                                                   | 17                 | 2                  | 12                 | 1                  | Kuka sen opettaa                             |
| 2014 | ”Supernaiset”                                                        | —                  | 5                  | 18                 | 2                  | Kuka sen opettaa                             |
| 2014 | ”Surulapsi”                                                          | —                  | —                  | —                  | 24                 | Kuka sen opettaa                             |
| 2014 | ”Ajoin koko yön”                                                     | —                  | —                  | —                  | 4                  | Kuka sen opettaa                             |
| 2015 | ”En pelkää pimeää”                                                   | —                  | —                  | 35                 | 2                  | Kuka sen opettaa                             |
| 2016 | ”Siniset tikkaat”                                                    | —                  | 2                  | 31                 | 1                  | Sinun naisesi                                |
| 2016 | ”Nää yöt ei anna armoo” (mukana Cheek)                               | 6                  | 1                  | 7                  | 4                  | Sinun naisesi                                |
| 2016 | ”Joku jonka vuoksi kuolla”                                           | —                  | —                  | —                  | —                  | Sinun naisesi                                |
| 2017 | ”Syypää sun hymyyn”                                                  | 12                 | 4                  | 12                 | 5                  | Vain elämää – kausi 7, ensimmäinen kattaus   |
| 2017 | ”Tanssii kuin John Travolta”                                         | —                  | 10                 | —                  | —                  | Vain elämää – kausi 7, ensimmäinen kattaus   |
| 2017 | ”Että mitähän vittua”                                                | —                  | 15                 | 48                 | —                  | Vain elämää – kausi 7, ensimmäinen kattaus   |
| 2017 | ”Valot pimeyksien reunoilla”                                         | —                  | 10                 | 39                 | —                  | Vain elämää – kausi 7, toinen kattaus        |
| 2017 | ”Suru on kunniavieras”                                               | —                  | 17                 | —                  | —                  | Vain elämää – kausi 7, toinen kattaus        |
| 2017 | ”Rakastettu”                                                         | —                  | 8                  | —                  | —                  | Vain elämää – kausi 7, toinen kattaus        |
| 2017 | ”En etsi valtaa loistoa”                                             | —                  | —                  | —                  | —                  | Joulu                                        |
| 2018 | ”Paa mut cooleriin” (mukana Reino Nordin)                            | 11                 | 1                  | 12                 | 49                 | —                                            |
| 2018 | ”Mun sydän”                                                          | 7                  | 1                  | 8                  | 2                  | —                                            |
| 2018 | ”Tule lähemmäs beibi 2018” (mukana Jenni Vartiainen, Vesala & Sanni) | 8                  | 1                  | 8                  | 52                 | —                                            |
| 2019 | ”Pelkkää voittoo”                                                    | —                  | 3                  | 39                 | 2                  | —                                            |

### Videoklipy
| Rok  | Utwór                      | Reżyseria               | Linki         |
| ---- | -------------------------- | ----------------------- | ------------- |
| 1999 | ”Tinakenkätyttö”           | Mervi Rannikko          | [ 78 ] [ 79 ] |
| 2010 | ”Vapaa”                    | Teemu Nikki             | [ 80 ] [ 81 ] |
| 2011 | ”Kaunis rietas onnellinen” | Tuukka Temonen          | [ 82 ] [ 83 ] |
| 2014 | ”Kuka sen opettaa”         | Mikko Harma             | [ 84 ]        |
| 2016 | ”Nää yöt ei anna armoo”    | Hannu Aukia             | [ 85 ] [ 86 ] |
| 2018 | ”Paa mut cooleriin”        | Rudi Rok                | [ 87 ]        |
| 2018 | ”Tule lähemmäs beibi 2018” | Niko Kelkka, Miro Laiho | [ 88 ]        |